# Departamento Lácar
Das Departamento Lácar liegt im Süden der Provinz Neuquén im Süden Argentiniens und ist eine von 16 Verwaltungseinheiten der Provinz. 
Es grenzt im Norden an das Departamento Huiliches, im Osten an das Departamento Collón Curá und die Provinz Río Negro, im Süden an das Departamento Los Lagos und im Westen an Chile. 
Die Hauptstadt des Departamento Lácar ist San Martín de Los Andes.

## Bevölkerung

### Übersicht
Das Ergebnis der Volkszählung 2022 ist noch nicht bekannt. Bei der Volkszählung 2010 war das Geschlechterverhältnis mit 14.789 männlichen und 14.959 weiblichen Einwohnern ausgeglichen mit einem knappen Frauenüberhang.
Nach Altersgruppen verteilte sich die Einwohnerschaft auf 8.109 Personen (27,3 %) im Alter von 0 bis 14 Jahren, 19.710 Personen (66,3 %) im Alter von 15 bis 64 Jahren und 1.929 Personen (6,5 %) von 65 Jahren und mehr.

### Bevölkerungsentwicklung
Das Gebiet ist sehr dünn besiedelt. Die Bevölkerungszahl hat seit 1970 stark zugenommen. Die Schätzungen des INDEC gehen von einer Bevölkerungszahl von 39.099 Einwohnern per 1. Juli 2022 aus.
| Jahr | 1947  | 1960  | 1970  | 1980   | 1991   | 2001   | 2010   | 2022    |
| Einwohner                                                                                                | 5.875 | 7.273 | 8.073 | 14.193 | 17.085 | 24.670 | 29.748 | k. Ang. |
| Bevölkerungsentwicklung des Departements seit 1947; Quelle: Ergebnisse der Volkszählungen in Argentinien |       |       |       |        |        |        |        |         |

## Städte und Gemeinden
Das Departamento Lácar gliedert sich in eine Gemeinde erster Kategorie (San Martín de Los Andes), die Comisión de Fomento Villa Lago Meliquina und die Cuarteles Caleufú, Chimehuin, Lago Hermoso, Lolog, Paso de Los Indios, Puerto Hua Hum, Quila Quina und Vega Maipú.